# Franz Leopold von Sternberg

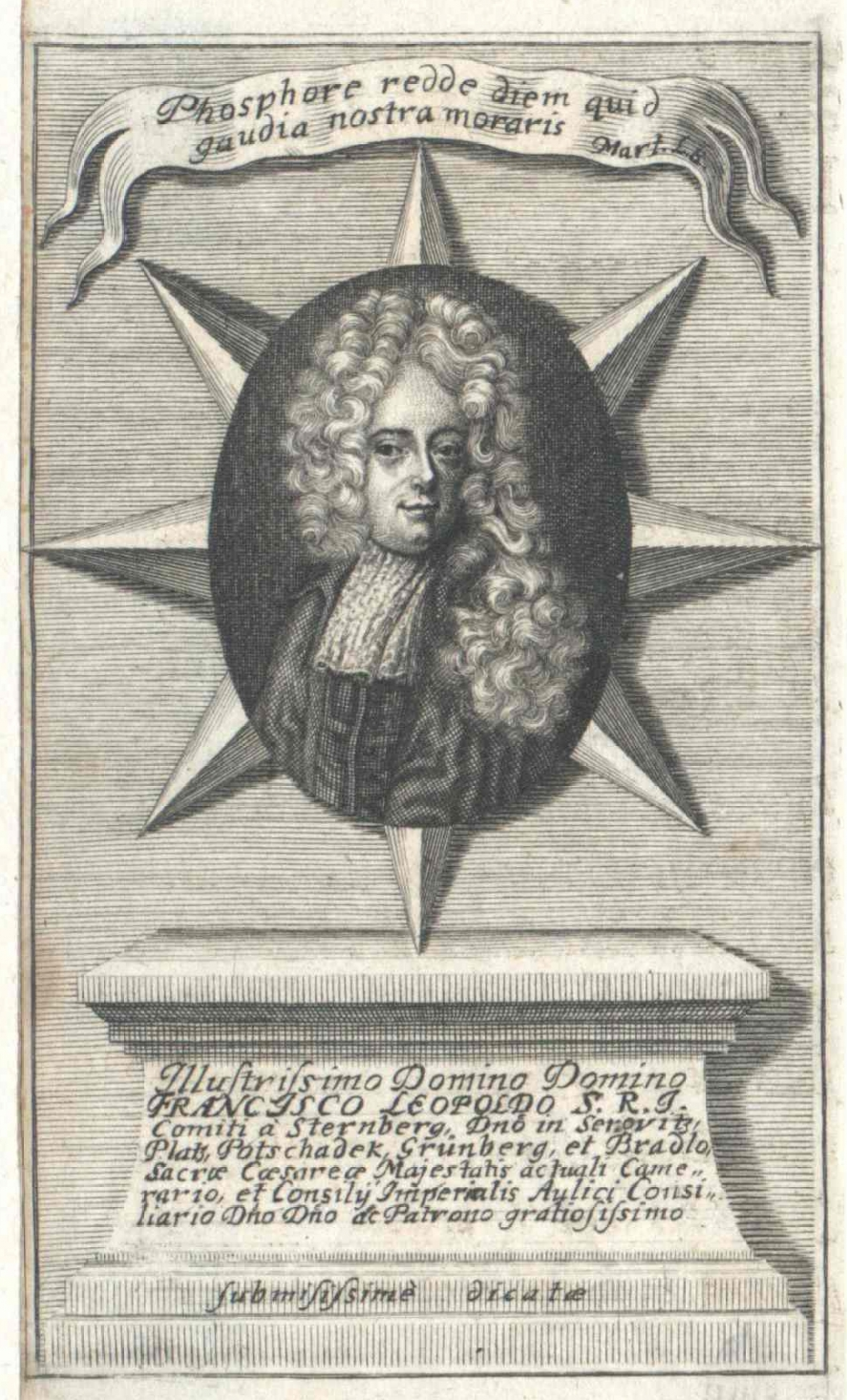
Franz Leopold von Sternberg

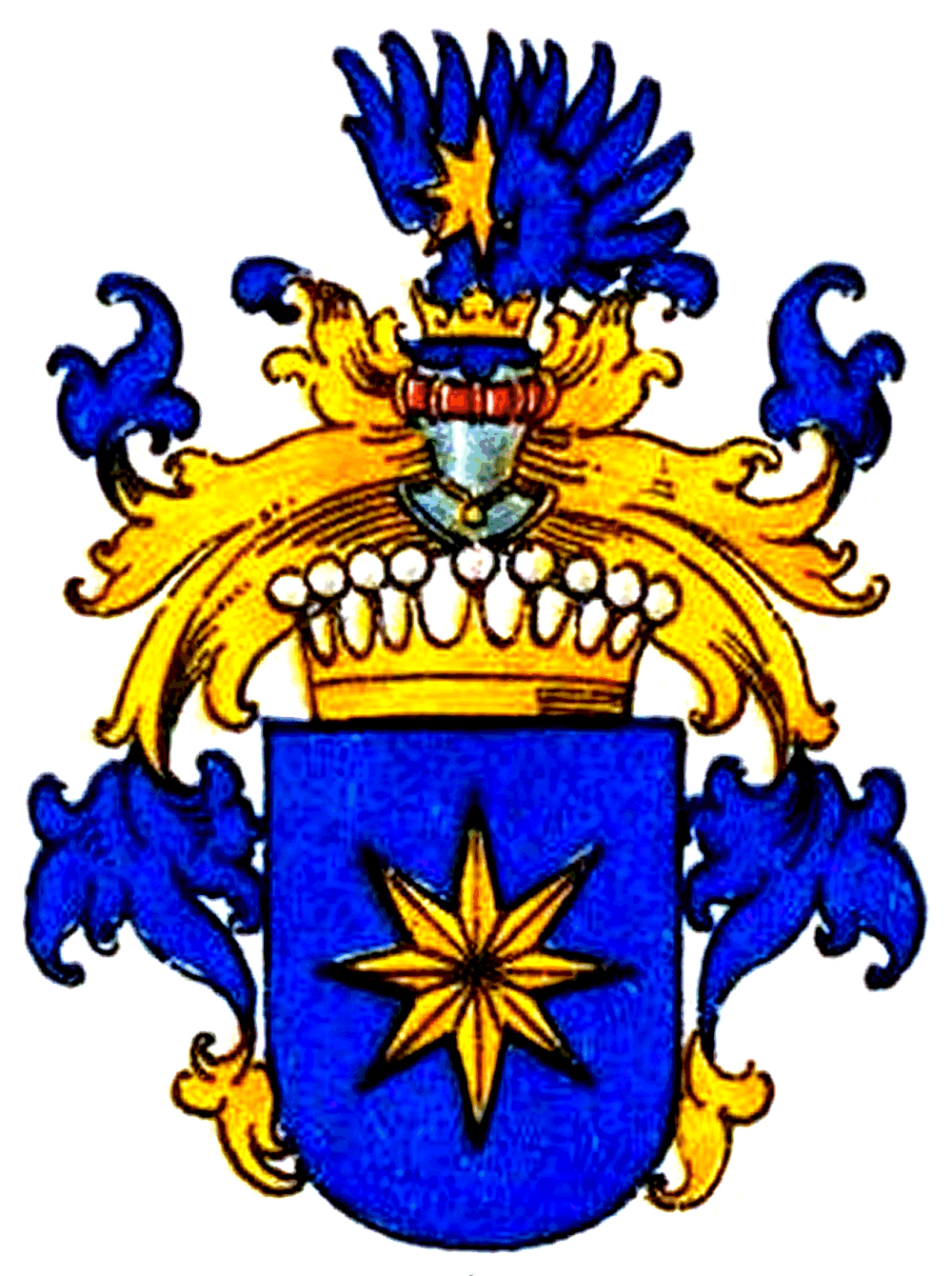
Wappen der Grafen von Sternberg

Reichsgraf Franz Leopold von Sternberg (tschechisch František Leopold ze Šternberka, * 9. Juli 1680 oder 21. Oktober 1680 oder 1688 in Prag, Königreich Böhmen; † 14. Mai 1745 in Serownitz oder in Prag) war ein böhmischer Adliger und Staatsmann.

## Leben

### Familie
Franz Leopold von Sternberg entstammte dem böhmischen Adelsgeschlecht Sternberg und war der jüngste Sohn des Staatsmannes Adolph Wratislaw von Sternberg und dessen Ehefrau Gräfin Anna Lucie (geb. Slavata von Chlum und Koschumberg) (* 1637; † 3. März 1703); er hatte noch mehrere Geschwister:
- Marie Anna Klara († 1699) ⚭ Graf Johann Wilhelm von Kaunitz (* 1656; † 20. März 1721);
- Maria Eleonore (* 1656; † 2. Dezember 1706) ⚭ 1675 Graf Dominik Andreas I. von Kaunitz (* 30. November 1654; † 11. Januar 1705);
- Marie Renata (* 1658; † 17. Februar 1724) (?) ⚭ Graf Karl Joseph von Paar (* 20. Mai 1654; † 12. Mai 1725);
- Franz Karl;
- Josef (* 1667);
- Marie Josefa (* 31. Oktober 1668; † 28. Dezember 1747) ⚭ 1697 Graf Georg Adam von Martinitz (* 1645; † 24. Juli 1714);
- Maria Karolina Josefa (*ca. 1670; † 9. April 1754) ⚭ 1692 Fürst Johann Anton II. Josef von Eggenberg (* 6. Januar 1669; † 9. Januar 1716);
- Maria Theresia (* nach 1671) ⚭ Graf Johann Maximilian von Thun-Hohenstein (* 1. Dezember 1673; † 25. März 1701), Sohn von Don Maximilian von Thun-Hohenstein;
- Franz Damian Jakob Josef (* 26. Juli 1676; † 15. Mai 1723) ⚭ 1699 Gräfin Marie Josefa von Trauttmansdorff (* 29. August 1681; † 30. November 1742) → Damiansche Linie, Eltern von Franz Philipp von Sternberg.

Er war seit dem 4. Juni 1708 mit der Prinzessin Maria Anna Johanna (* 23. November 1688; † 27. September 1757), die Tochter von Ferdinand Wilhelm Eusebius zu Schwarzenberg (1652–1703) verheiratet und begründete die Leopoldinische Linie:
- Marie Franziska Josefa von Sternberg (* 18. Mai 1709 oder 15. Juni 1712 in Wien; † 20. Dezember 1738 in Wien) ⚭ Caspar Franz Oswald von Clary und Aldringen (* 3. September 1707 in Teplitz; † 28. April 1735 in Dobritschan); Eltern von Leopold von Clary und Aldringen;
- Marie Josefa von Sternberg (* 23. Juni 1710; † 7. August 1769), ⚭[3] Adam Joachim Graf Rottal (* 13. Februar 1708 in Wien; † 23. September 1746);
- Franz Adam von Sternberg (* 20. Juli 1711 in Vídeň; 19. September 1789 in Žirovnice), Geheimrat, Oberstlandmarschall von Böhmen, Landmarschall und Geheimer Rat[4], ⚭ Maria Theresia (* 28. September 1712; † 14. Oktober 1749), die Tochter von Johann Jakob von Waldburg (1686–1750);
- Marie Josefa Franziska von Sternberg (* 17. Juni 1712 in Vídeň; 7. August 1769 ebenda);
- Johann Nepomuk von Sternberg (* 11. oder 25. Juli 1713; † 22. August 1798 in Prag), ⚭ Marie Anna Josefa Krakovská z Kolovrat (* 29. Dezember 1725; † 10. August 1790), die Tochter von Philipp von Kolowrat-Krakowsky;
  - Johann Nepomuk von Sternberg (* 1753; † 1798);
  - Joachim von Sternberg (* 1755; † 1808);
  - Kaspar Maria von Sternberg (* 1761; † 1838);
- Maria Walburga Josefa von Sternberg (* 14. März 1716 in Prag; † 3. September 1746), ⚭ Rudolf Prokop Johann von Kolowrat-Krakowsky (* 13. März 1718; † 6. April 1774 in Prag);
- Walburga Therese von Sternberg (* 26. Mai 1717; 27. Oktober 1727);
- Marie Ernestine von Sternberg (* 9. Mai 1718 in Wien; † 7. Februar 1747 in Prag), ⚭ Hermann Jakob Czernin von Chudenitz (* 1. Februar 1706 in Švihov u Klatov; † 14. November 1784);
- Franz Leopold von Sternberg (* 12. April 1719; † 9. Juli 1745), Kaiserlicher Kammerherr, Ritter des Malteserordens und Oberstleutnant;
- Prokop Adolf von Sternberg (* 3. Oktober 1722; † 1. Februar 1752);
- Prokop Antonín von Sternberg (* 1728; † 1728);
- Václav Franz von Sternberg (* 26. Juni 1729; † 20. September 1729).

Zu seinen Nachkommen gehörte unter anderem der General der Kavallerie Leopold von Sternberg.
Im Prager Veitsdom wurde ihm zu Ehren ein Marmordenkmal errichtet.

### Werdegang
Franz Leopold von Sternberg war kaiserlicher Wirklicher Geheimer Rat, Hof- und Gouvernements-Rat des Wienerischen Banco, Statthalter und von 1727 bis 1745 Kammerpräsident der Böhmischen Kammer und Oberst-Hofmarschall.
1702, 1707 und 1714 war er Reichshofrat.
Von seiner Mutter erbte er die Herrschaft Žirovnice und Počátky.
Er erhielt für die Sekundogenitur der Familie mit der Herrschaft Grünberg (siehe Schloss Zelená Hora), dem Gut Hinter-Ovenec bei Prag und dem Palais Sternberg auf dem Prager Hügel Hradschin (siehe Hradčany) in Prag einen gestifteten Fideicommiss, musste hierbei jedoch die Herrschaft Zadní Ovenec (das Schloss Trója mit allem Zubehör, Libosad und anderen Gärten) für 50.000 Goldmünzen und 200 Dukaten an den Prager Erzbischof Franz Ferdinand von Kuenburg sowie die Allodial-Güter Předboř und Straz (siehe Stráž nad Nežárkou) verkaufen, um die bestehenden Schulden zu tilgen.
1726 verkaufte er auch die Herrschaft Grünberg an Adolf Bernhard von Martinitz.
In der Folge wurde darauf mit kaiserlichem Diplom vom 14. Juni 1731 ein Pekuniär-Fideikommiss von 130.000 Gulden und dazu noch das Palais Sternberg in Prag im Fideikommiss belassen.
Anlässlich seiner Teilnahme als Oberstburggraf an der Huldigung des Kurfürsten Karl Albrecht (siehe Karl VII. (HRR)) als König von Böhmen, der jedoch nicht gekrönt werden konnte, weil sich die böhmische Wenzelskrone im Besitz von dessen Widersacherin Maria Theresia befand, wurde Franz Leopold von Sternberg aus Prag verwiesen, erhielt aber einige Zeit darauf, die Genehmigung zurückzukehren.